# Spiercel
Een spiercel of myocyt is een cel die beweging mogelijk maakt. Dit gebeurt door samentrekking of contractie. Er zijn 3 soorten spiercellen, namelijk skelet-, hart- en gladde spiercellen. Zowel skelet- als hartspiercellen vertonen dwarsstreping.
De samentrekking van spieren is mogelijk door eiwitten in de zogeheten dunne actine en dikke filamenten van de myofibrillen van de spiercel. Het dunne filament bestaat uit  het eiwit actine dat aaneengeschakeld is. Ook tropomyosine en troponine maken deel uit van dit filament. Het dikke filament daarentegen bestaat uit myosine. Dit eiwit bestaat uit een myosinekop, -hals en -staart. De dwarsstrepen van hart- en skeletspiercellen zijn zichtbaar op microscopen en ontstaan door de afwisseling van soms wel en soms niet overlappende dunne en dikke filamenten.
Daarnaast zijn er myoblasten, dat zijn cellen die aan de randen van spiervezels zitten en te hulp schieten als er een stukje spier beschadigd is. Ze delen zich en zorgen er zo voor dat de spier weer herstelt. Een spierbundel bestaat uit spiervezels. Elke spiervezel bestaat uit een enkele spiercel die meerdere kernen heeft. Spieren kunnen geen duwkracht uitoefenen, alleen trekkracht. Om toch actief twee kanten op te kunnen bewegen worden op verschillende plaatsen in het lichaam twee spieren tegen elkaar in gezet. Zo zit er in de arm de biceps en triceps zodat door samentrekking van de een strekking en door samentrekking van de ander een buiging van de arm kan worden veroorzaakt. Dat komt doordat als de triceps worden samengetrokken ze de biceps dwingen weer uit elkaar te gaan.
De binding tussen actine en myosine is bijzonder sterk en wordt op verschillende manieren in de bio-technologie gebruikt.

Zoals aangegeven in onderstaande figuur zijn er dunne en dikke filamenten. De dunne lijnen geven de dunne filamenten aan. De dikke lijnen geven de dikke filamenten weer. 

## Skeletspiercel
Een skeletspiercel is een lange uitgerekte cel die over de hele skeletspier te vinden is. De skeletspiercellen zijn met andere woorden even lang als de skeletspieren. Deze skeletspiercellen bestaan uit langgerekte myofibrillen die in de breedte verbonden zijn met T-tubili of transfers tubuli. Dit zijn de uitlopers van het celmembraan, ook wel sarcolemma genoemd, die potentiaalverschillen of spanningsverschillen kunnen doorgeven. Ook bevat de spiercel een sarcoplasmatisch reticulum dat bestaat uit zakvormige eenheden of cisternen met een waterig milieu in. 1 T-tubuli en 2 cisternen vormen een triade. Deze dwarsgetreepte skeletspiercellen worden ook willekeurige spiercel genoemd omdat ze bewust te controleren of samentrekken is. Door het spiraalvormig verstrengelen van myosinestaarten in dwarsgestreept spierweefsel worden er filamenten gevormd. Deze worden door signalen uit het motorisch zenuwstelsel verbonden met afzonderlijke skeletspiercellen door middel van vertakkingen.

### Exitatie-contractie of elektromechanische koppeling
Een chemisch signaal, onder de vorm van een spannings- of potentiaalverschil, zal vanuit de zenuwcellen naar de myoneurale synaps van sketetspiercellen worden gestuurd. Dit signaal zorgt voor het openen van calciumkanalen. Door de grote hoeveelheid calciumionen dat in de synaps wordt gepompt, zullen er blaasjes openen. De blaasjes bevatten acetylcholine dat dus door exocytose vrijkomt en bindt op natriumkanalen die ACh-receptoren worden genoemd. Deze natriumkanalen zorgen voor het instromen van natriumionen in de synaps. Natriumionen gaan de synaps binnen wat zorgt voor een groot spanningsverschil. Dit potentiaalverschil zal zich over de hele lengte van de spiercel en spier verspreiden. Ook zal deze spanning door de triade van de spiercel worden gestuurd. Omdat de triade over verschillende myofibrillen loopt, zullen hierover ook potentiaalverschillen lopen. Calciumkanalen zullen openen waardoor calciumionen vanuit het sarcoplasmatisch reticulum naar het cytoplasma worden vervoerd. Door deze hoge concentratie calcium zal de spier contraheren of samentrekken. De dunne filamenten zullen dichter naar het midden trekken. Dit wordt exitatie-contractie of elektromechanische koppeling genoemd.
Voor het verslappen van de spier, zal het calciumkanaal van het sarcoplasmatisch reticulum naar cytoplasma gesloten zijn. Hierdoor zijn er zogeheten sercapompen open die calciumionen in de tegengestelde richting pompen. Calcium zal dus van het cytoplasma naar het sarcoplasmatisch reticulum gepompt worden.

### Sliding filament hypothese
De dunne filamenten bestaan uit actinefilamenten die in een dubbelhelix liggen. Errond liggen 2 strengen tropomyosine die tegen de actine willen liggen. Toch zal dit niet gaan doordat troponine aan de actine en tropomyosine bindt en de twee uit elkaar houdt. De dikke filamenten bestaat uit een platliggende kop die uit 2 globulaire delen bestaat en aan ATP (adeninetrifosfaat) is gebonden. Als calcium aanwezig is, zal deze binden aan de tropomine. Hierdoor wordt de bindingsplaats van tropomyosine ingenomen. Tropomyosine en actine liggen nu tegen elkaar. Daarnaast zal ATP (adeninetrifosfaat) dat aan de myosinekop hangt gesplitst worden in ADP (adenosinedifosfaat), P (fosfaat) en energie. Fosfaat zal van de cel komen. Door het vrijkomen van energie van de splitsing en de ligging van de tropomyosine, zal de kop van de myosine kunnen binden met een actinemolecule. Actine wordt door het rechtkomen van de myosinekop naar de middenlijn getrokken. ADP splitst ook af. De kop zal terug plat gaan liggen. Daarnaast is de bindingsplaats van ATP terug vrij. Ook calcium is van het dunne filament gesplitst. Wanneer er genoeg ATP en calciumionen zijn, zal het proces herhaald kunnen worden. Het proces wordt de 'sliding filament' hypothese genoemd.

## Hartspiercel
Hartspieren zijn net zoals skeletspieren dwarsgestreepte spieren en zijn daarom op een gelijkaardige manier opgebouwd. Hartspiercellen bevatten veel mitochondriën (celorganellen die energie leveren) bevatten, hierdoor is dit type weefsel goed bestand tegen uitputting. Er worden door middel van gap junctions in de lengterichting actiepotentialen doorgegeven. In de breedterichting (transversaal) zorgen banddesmosomen en desmosomen voor de aanhechtingsplaten die te zien zijn in een microscoop. In de lichtmicroscoop ontstaat een trappatroon. Dit zijn plaatsen waar 2 hartspiercellen samengehecht zijn. De desmosomen zorgen dat de spiercellen niet loskomen van elkaar. Hartspierweefsel wordt autonoom aangestuurd waardoor het niet bewust kan worden gecontraheerd.

## Gladde spiercel
In bepaalde organen zitten gladde spiercellen. Deze kunnen niet bewust in beweging worden gezet door de hersenen, maar bewegen automatisch. Ze worden daarom onwillekeurige spieren genoemd en kunnen niet vermoeid raken. 
Gladde spiercellen bestaan niet uit dwarstrepingen. De reden hiervoor is dat er geen myosinestaarten zijn die filamenten vormen. Myosine wordt myosin light chain genoemd. De staarten zijn in rust opgerold en worden inactieve myosine II genoemd. Bij activatie van de spiercellen zullen calciumionen aanwezig zijn en de staarten rechttrekken. Calcium bindt aan calmoduline. Dit geactiveerd complex vormt met myosine-light chain kinase 1 groot complex. Dit complex zal ATP omzetten in ADP en P. De P zal op de myosine binden. De staarten ontrollen en vormen actieve myosine II. Myosine zal zoals bij skeletspiercellen doen aan de sliding filament hypothese. De staarten vormen dikke filamenten die tussen de dunne filamenten zullen gaan liggen. Zo worden dense bodies, structuren in het midden van het cytoplasma en tegen het sarcolemma, als een kurkentrekker naar elkaar getrokken. Hierdoor contraheren de cellen. Er zal ook geen troponine aanwezig zijn in de dunne filamenten..